# Madchester
Madchester bezeichnet eine musikalische Bewegung, die in der britischen Musik der späten 1980er und frühen 1990er Jahre vorherrschend war.

## Hintergrund
Die Musik dieser Bewegung war eine Mischung aus Independent, Psychedelia und Elektronischer Tanzmusik und wurde alternativ als „Indie-Dance“ bezeichnet. In vielen Fällen entstand sie aus einer damals neuen Kooperation zwischen Gitarrenbands und Dance-Music-Produzenten, die sowohl Elemente des klassischen Indie-Rocks als auch angesagter Dance-Tunes enthielt.
Das geografische Zentrum der Musik lag in Manchester, insbesondere im Club The Hacienda. Bereits 1989 veröffentlichten die Happy Mondays eine Single mit dem programmatischen Titel Madchester Rave On.
Bekannte Bands aus dieser Zeit sind Inspiral Carpets, Happy Mondays, The Stone Roses, Primal Scream, The Charlatans, The Farm, James, New Order (meist in Kooperation mit DJs wie beispielsweise Paul Oakenfold oder Andrew Weatherall als Produzent oder Remixer) oder elektronische Acts wie 808 State oder A Guy Called Gerald. Die irische Band U2, die sich 1990 in einer Schaffenskrise befand, nahm unter dem Eindruck von Madchester und Mauerfall das Album Achtung Baby und das zeitlich und thematisch daran anschließende Zooropa auf. Die Single-Auskopplungen zu den Alben enthielten Remixe von Künstlern aus dem Bereich der elektronischen Tanzmusik wie Paul Oakenfold, Apollo 440 und David Morales.
Mitte der 1990er Jahre ebbte die Welle ab, sowohl aufgrund kreativer Stagnation, als auch durch die Pleite des Musiklabels Factory Records, die die Szene finanziell und organisatorisch hart traf. Mit dem Erfolg von Bands wie Oasis ging die Vorherrschaft in der britischen Musik an den Britpop über, der sich auf keine bestimmte Stadt mehr fixierte.
Das Phänomen wurde in Europa auch unter dem Begriff Manchester Rave oder kurz Rave bekannt. Um ihre Musik international besser vermarkten zu können, verwandten einige Plattenlabel für ihre Kommunikation einen Trick: Zur gleichen Zeit gab es zahlreiche riesige (meist illegale) Technohouse-Partys. Diese wurden in der Szene als Rave bezeichnet. Die findigen PR-Strategen behaupteten in ihren Pressetexten, dass auf diesen Raves der Manchestersound gespielt würde und dass ihre Künstler dort live spielen würden. Europaweit wurde dieser Hype in den Medien wiedergegeben und vielerorts geglaubt (in Deutschland brachte u. a. das Magazin Spex sogar eine Sonderausgabe mit dem Titel „Rave-olution“). Erst Mitte der 1990er Jahre berichtigten u. a. 808 State und KLF in zahlreichen Interviews diesen Irrtum.

## Interpreten (mit Referenzalben)
- The Beloved: Album Happiness (1990, darauf Your Love Takes Me Higher und The Sun Rising)
- Candy Flip: Album Madstock … The Adventures of Bubblecar Fish (1990, darauf Strawberry Fields Forever, im Original von The Beatles)
- The Charlatans: Album Some Friendly (1990, darauf The Only One I Know und Then)
- EMF: Album Schubert Dip (1991, darauf Unbelievable und I Believe)
- 808 State: Album Ex:el (1991, darauf In Yer Face)
- The Farm: Album Spartacus (1991, darauf Groovy Train und All Together Now)
- Happy Mondays: Album Bummed (1988, darauf Wrote for Luck), Album Pills ’n’ Thrills and Bellyaches 1990 (darauf Kinky Afro, Loose Fit und Step On)
- Inspiral Carpets: Album Life (1990, darauf She Comes in the Fall und This Is How It Feels)
- James: Album Gold Mother (1990, darauf Sit Down)
- Jesus Jones: Album Doubt (1991, darauf International Bright Young Thing und Right Here, Right Now)
- New Order: Album Technique (1989, darauf Fine Time)
- Primal Scream: Album Screamadelica (1991, darauf Come Together)
- The Mock Turtles: Can You Dig It? (1991)
- The Shamen: Album En-Tact (1990, darauf Pro-Gen/Move Any Mountain)
- The Soup Dragons: Album Lovegod (1990, darauf I’m Free, im Original von The Rolling Stones)
- The Stone Roses: Album The Stone Roses (1989), Single Fools Gold (1989)
- U2: Album Achtung Baby (1991, darauf Even Better Than the Real Thing, Until the End of the World, Mysterious Ways und Ultra Violet (Light My Way))